# Манометрия верхнего пищеводного сфинктера
Манометри́я ве́рхнего пищево́дного сфи́нктера — диагностическая процедура, во время которой методом манометрии исследуется моторика верхнего пищеводного сфинктера (ВПС), а также прилежащих к нему частей гло́тки и пищевода. Основная цель данной процедуры — оценка акта глотания и выявление расстройств акта глотания.

## Место манометрии ВПС среди других манометрических исследований
Верхний пищеводный сфинктер расположен на границе пищевод и глотки. При выполнении процедуры манометрии пищевода, одним из этапов является измерение давления покоя и давления расслабления при глотании в верхнем пищеводном сфинктере. Однако стандартные методики манометрии пищевода в большей степени нацелены на изучение отклонений в функционировании пищевода, вызванных нарушениями в работе нижнего пищеводного сфинктера (и, как следствие, патологических гастроэзофагеальных рефлюксов), а также на исследование мышц пищевода и координации сократительной активности НПС, пищевода и ВПС.
Манометрия акта глотания требует углублённого более исследования ВПС, а также гло́тки. Процедуру, при которой исследуется давление в гло́тке и верхнем пищеводном сфинктере называют фарингеальной манометрией.
Физиология глотания имеет специфические черты, которые необходимо учитывать при манометрии  верхнего пищеводного сфинктера:
- в момент глотка́ ВПС сдвигается в сторону ротовой полости на 2—3 см;
- форма щели ВПС, пропускающей болюс в пищевод, асимметрична и давление в ВПС тоже асимметрично;
- скорость изменения давления в области ВПС превышает скорость изменения давления в любой другой части пищеварительного тракта.[2]

## Показания к манометрии ВПС
Показаниями к манометрии ВПС являются:
- Нарушения акта глотания.
- Дивертикул Зенкера.[2]

Фарингеальную манометрию с манометрией ВПС проводят в случаях, когда требуется выяснить, нормально ли функционируют гло́тка и ВПС, при необходимость количественного определения величин давления в гло́тке и ВПС, если требуется подтвердить неполноту или нескоординированность расслабления ВПС и в других ситуациях.

## Технические средства

### Катетеры

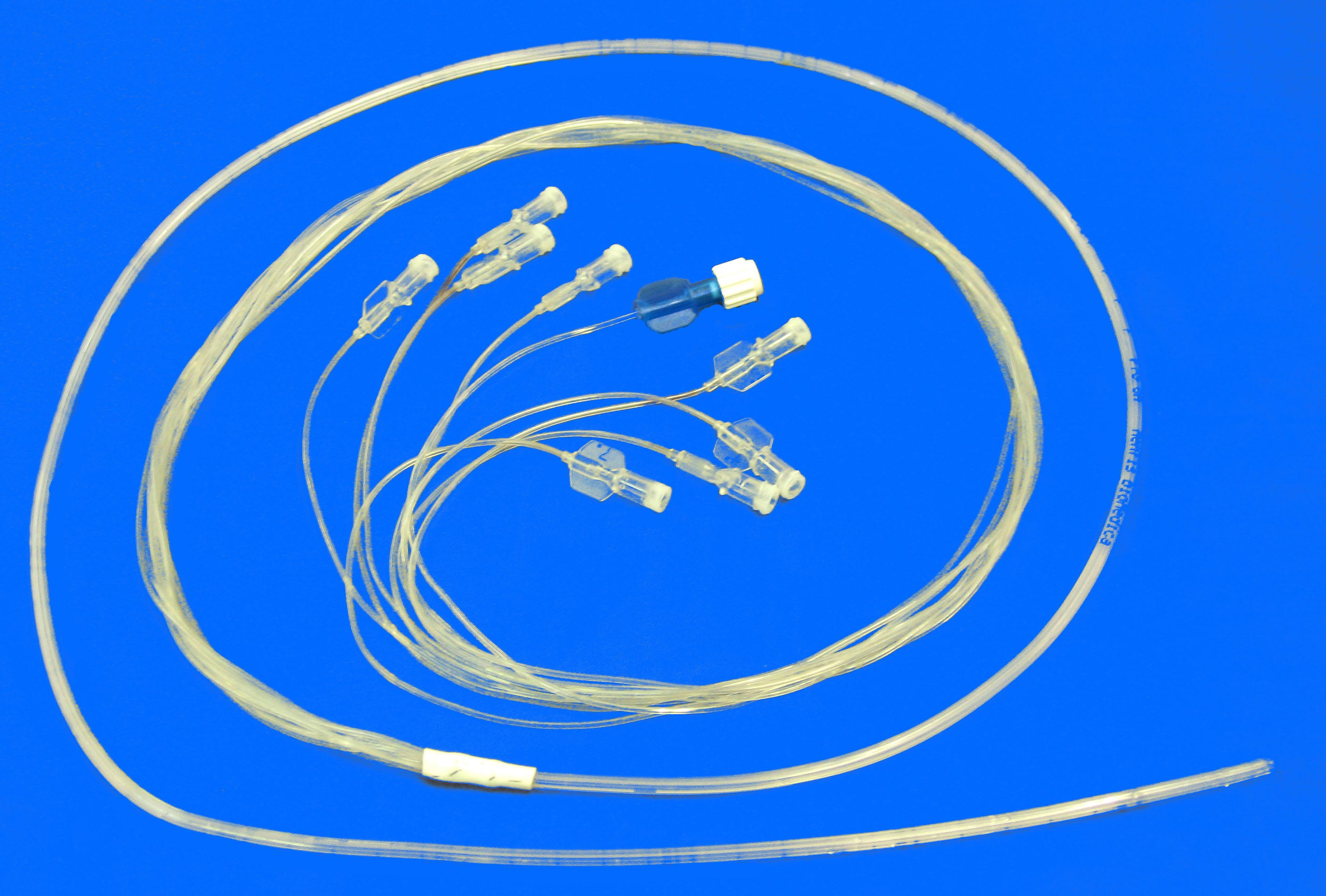
9-ти канальный водно-перфузионный катетер для эзофагеальной и фарингеальной манометрии

Особенностью верхнего пищеводного сфинктера, в отличие от других (нижележащих) отделов пищеварительного тракта, является то, что мышцы этой зоны состоят из поперечно-полосатой мускулатуры, сокращения которой происходят значительно быстрее, чем сокращения гладкой мускулатуры. Эта разница заметна для манометрической аппаратуры, применяемой для исследования желудочно-кишечного тракта и поэтому, в некоторых случаях, приборы с водно-перфузионных катетерами не успевают «отрабатывать» изменение давления в верхней части пищевода и поэтому требуются приборы с твердотельными датчиками. Однако твердотельные датчики давления отличаются недолговечностью и дороговизной, что значительно ограничивает их применение. Поэтому, при манометрии верхнего пищеводного сфинктера и при фагингеальной манометрии часто применяется водно-перфузионные катетеры, при этом, при измерениях учитывается высокая скорость сокращений поперечно-полосатой мускулатуры глотки и ВПС.
Для проведения манометрии ВПС или фарингеальной манометрии используется катетеры, водно-перфузионные, или с твердотельными датчиками (технически наиболее приемлемым для данной процедуры является так называемый катетер Кастелла), имеющими несколько радиально расположенных портов (датчиков, измеряющих давление на 360°) и несколько портов, расположенных вдоль катетера (датчиков, измеряющих давление в пределах 120°).

### Определение давления ВПС в состоянии покоя
- Пациенту, сидящему прямо, через нос вводится катетер, таким образом, чтобы все измерительные порты (каналы) были позиционированы в пищеводе.
- За счёт медленного вытяжения катетера через ВПС идентифицируется зона высокого давления сфинктера.
- Катетер медленно извлекается, при этом через каждые 0,5 — 1 см делаются остановки не менее 10 секунд, во время которых не производятся никакие манипуляции с катетером, а также глотание.
- Максимальное давление ВПС, полученное при измерении, определяется как давление покоя ВПС.

В течение всего исследования пациент должен находиться в сидячем положении. Давление покоя ВПС должно быть определено в начале процедуры, а также в её конце, когда пациент будет более расслаблен.

### Определение остаточного давления при расслаблении ВПС при влажных и сухих глотка́х
- Измерительный порт (датчик) катетера позиционируется в ближней части ВПС, избегая смещения ВПС выше порта во время движения гортани при глотании. Для более точного позиционирования можно использовать флюорографию или данные манометрии (выполнить процедуру медленного извлечения катетера, описанную в предыдущем разделе).
- С целью достижения так называемого влажного глотка дать пациенту из шприца 5 мл воды комнатной температуры.
- Выполнить серию из 10 влажных глотков, ожидая не менее 20—30 секунд между глотками. Пометить каждый глоток или непосредственно на компьютере, или с помощью специального пульта, если он имеется в составе прибора.
- Повторить аналогичную процедуру с сухими глотка́ми (то есть с глотками без воды).

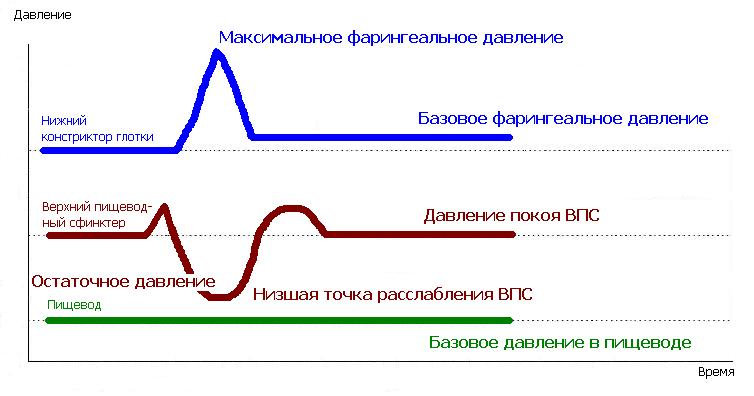
М-образная кривая изменения давления в верхнем пищеводном сфинктере при его расслаблении во время глотка

В момент глотка кривая давления в ВПС должна иметь М-образную форму из-за того, что:
- в самом начале глотка ВПС (и зона высокого давления) сдвигается в направлении ротовой полости, в том же направлении, где находится датчик и поэтому давление увеличивается;
- в момент расслабления ВПС давление падает;
- в момент закрытия ВПС давление увеличивается;
- по окончании глотка давление в ВПС возвращается к исходной позиции.

### Определение длительности расслабления ВПС
Длительность расслабления ВПС вычисляется по данным исследования расслабления ВПС.

### Определение давления при сокращении ВПС
Это давление сокращения ВПС в момент, когда перистальтическая волна проходит через ВПС. Сокращение ВПС — это одна из составляющих общей фарингеальной перистальтики, осуществляющей транспорт болюса (куска пищи, воды) через ВПС.

### Определение фарингеального давления у нижнего констриктора глотки и на уровне основания языка
Если дистальный циркулярный датчик позиционируется на верхней (ближней к ротовой полости) границе ВПС, то циркулярный датчик, отстоящий от него на расстоянии 3 см в сторону рта, будет измерять фарингеальные сокращения на уровне нижнем констрикторе глотки. Нормальное давления не должно достигать уровня в 600 мм рт. ст. (Если давление достигает 600 мм рт. ст., или превышает этот уровень, то это означает, что имеет место артефакт, например, возможно, что надгортанник опустился и задел датчик. Небольшим изменением положения датчика необходимо избавиться от артефакта).
Если катетер позиционирован в отношении ВПС так, как сказано в предыдущем абзаце, то порт катетера (или циркулярный датчик), отстоящий от верхней границы ВПС на 5 см в сторону ротовой полости, будет измерять давление на уровне основания языка.

### Координация перистальтических сокращений в глотке и расслабления ВПС
Координация сокращений в глотке и расслаблений верхнего пищеводного сфинктера — одна из важнейших характеристик при исследовании пациентов с дисфагией. Координация может быть определена при проведении серий влажных и сухих глотков, процедура выполнения которых описана выше.

### Интраболюсное давление в нижнем констрикторе гло́тки
Интраболюсным давлением называется давление, регистрируемое в момент, когда датчик окружён проглатываемой жидкостью. Увеличенное относительно нормы интраболюсное давление является важным признаком наличия функциональных нарушений верхнего пищеводного сфинктера. Для лучшей фиксации процесса глотания фарингеальная манометрия может выполняться совместно с рентгеноскопией с бариевой взвесью (англ. barrium swallow).
Если интраболюсное давление, несмотря на полное расслабление ВПС, увеличено, это говорит о недостаточной эластичности ВПС. Полное манометрическое расслабление ВПС не ведёт к полному открытию сфинктера. Увеличенное интраболюсное давление компенсируется за счёт недостаточной эластичности.

## Интерпретация результатов исследования[2]
Неполное расслабление верхнего пищеводного сфинктера может быть следствием многих неврологических заболеваний, включая инсульт, болезнь Паркинсона, полиомиелит, травму головы, ятрогенных заболеваний нервной системы.
Фарингеальная слабость может быть результатом неврологических или мышечных расстройств, хирургическоих рубцов или лучевой терапии.
Недостаточная эластичность верхнего пищеводного сфинктера характеризует пациентов с дивертикулёзом Зенкера.
Дискоординация фарингеальных сокращений и расслаблений ВПС является признаком дисфагии. Недостаточная координация может быть следствием различных неврологических и мышечных заболеваний.